# Ingemar Backman
John Ingemar Backman Trast (* 1. April 1976 in Gällivare) ist ein ehemaliger schwedischer Profi-Snowboarder.
Backman besuchte eine Snowboardschule in Malung und gewann 1994 den Air & Style-Contest in Innsbruck. Bekanntheit erlangte er 1996 durch seinen Weltrekord im höchsten Sprung in einer Quarterpipe (7,5 Meter) in Riksgränsen, Schweden. Zudem wurde er im Jahr 1995 schwedischer Meister in der Halfpipe. Bei den Olympischen Winterspielen 1998 in Nagano errang er den 22. Platz in der Halfpipe.
Backman ist Mitbegründer des Bekleidungsunternehmens WeSC. Zudem ist Backman Geschäftsführer der Snowboardfirma Allian. Backman ist auch im Pokerspiel aktiv. In seinem zweiten internationalen Wettkampf, einer EPT Veranstaltung in Baden, Österreich 2005 belegte er den fünften Rang. Er wird von der Internet-Poker-Seite Martin's Poker gesponsert.